# Гірничозбагачувальний комбінат Джаламід
Гірничозбагачувальний комбінат Джаламід — підприємство рудної промисловості на півночі Саудівської Аравії.
Підприємство, яке почало роботу в 2012 році, розробляє родовище фосфоритів Джаламід. Підтверджені запаси проєкту станом на 2005 рік оцінювалися на рівні 201 млн тонн із середнім вмістом P2O5 на рівні 20,3 %, крім того, ресурси категорії виміряні оцінювались у 512 млн тонн із середнім вмістом оксиду фосфору 19,7 %.
Проєктна річна потужність комбінату становить 11,6 млн тонн руди, з яких після збагачення повинні отримувати 5 млн тонн фосфоритового концентрату.
Вивозять концентрат залізницею Північ — Південь до комплексу з виробництва добрив у Рас-аль-Хейр.
Енергетичні потреби комбінату забезпечує власна електростанція з трьох газових турбін General Electric потужністю по 22 МВт.
Проєкт втілили через Ma'aden Phosphate Company, власниками якої є рудна Saudi Arabian Mining Company (Maaden, 70 %) та нафтохімічна Saudi Basic Industries Corp. (SABIC, 30 %).